# Strom Thurmond
James Strom Thurmond (5. december 1902 – 26. juni 2003) var en amerikansk politiker, som repræsenterede South Carolina i det amerikanske senat fra 1954 til april 1956 og november 1956 til 1964 som demokrat og fra 1964 til 2003 som republikaner. Da han gik af som senator, var han 100 år gammel og den senator, der havde siddet længst med 48 år.
Den hidtil længste filibuster-tale blev holdt af Thurmond i 1957, da han talte mod en forestående borgerrettighedslovgivning i 24 timer og 18 minutter. Forslaget blev alligevel vedtaget. Talen var den længste tale i USA's Senats historie indtil 1. april 2025, hvor Cory Booker slog rekorden med en tale på 25 timer og 5 minutter.